# Gubbio
Gubbio er en by og en kommune i den nordøstlige del af den italienske provins Perugia i Umbrien. Den ligger ved bjerget Ingino i Apenninerne. 

## Historie
Byen har en lang historie: Den var som Ikuvium en vigtig by for de umbriske folk før Roms erobring, og den er berømt for fundet af et sæt af bronzetavler med den største overleverede tekst på oldumbrisk. Efter den romerske erobring i det 2. århundrede f.v.t. forblev byen (under navnet Iguvium) en vigtig by, hvilket byens romerske teater, som er det næststørste bevarede, vidner om.
I den tidlige middelalder blev Gubbio meget magtfuld. Byen sendte 1000 riddere på det første korstog under lederskab af hertug Girolamo Gabrielli, og ifølge den udokumenterede overlevering skulle de være de første, der trængte ind til Jesu grav, da Jerusalem blev erobret i 1099.
De følgende århundreder var meget omskiftelige, og Gubbio tog del i krige mod de omkringliggende byer i Umbrien. I en af disse krige sikrede byens biskop, Sankt Ubaldo Baldassini, byen en overvældende sejr (1151) og en velstandsperiode.
I 1350 tog hertug Giovanni Gabrielli af Borgovalle, medlem af Gubbios fornemmeste famlie, magten. Hans regering var kort, og han måtte i 1354 overgive magten til kirken ved kardinal Gil Alvarez De Albornoz.
Gabriello Gabrielli, Gubbios biskop, udråbte sig få år senere til Gubbios hersker (Signor d’Agobbio), men blev forrådt af en gruppe adelsmænd med flere slægtninge og tvunget til at forlade byen og søge tilflugt i sit slot i Cantiano.
Efter at slægten Gabrielli mistede politisk magt, blev Gubbio underlagt staten Montefeltro og herefter Kirkestaten (1631). Da Kirkestaten i 1860 brød sammen, indgik Gubbio i Kongeriget Italien.

## Seværdigheder
Gubbios centrum har middelalderpræg, og byen er præget af mørkegrå sten, snævre gader og gotisk arkitektur.
En stor del af husene i Gubbio er fra det 14. og 15. århundrede og var bolig for velhavende købmænd. Husene har ofte en ekstra dør mod gaden og ganske tæt på hoveddøren. Ekstradøren er smallere og noget over gadeplan. Den kaldes en porta dei morti, fordi det blev sagt, at den kun blev anvendt til at fjerne døde fra huset. Det er efter al sandsynlighed næppe sandt, men der er ingen enighed om en alternativ forklaring på disse ekstra døre. 
Byens væsentligste bygningsværker omfatter:
- Det romerske teater bygget i det 1. århundrede f.v.t.
- Det romerske mausoleum
- Det massive Palazzo dei Consoli (fra første del af det 14. århundrede)
- Palazzo og Torre Gabrielli
- Domkirken (Duomoen) bygget i det sene 12. århundrede
- Sankt Francesco-kirken fra anden halvdel af det 13. århundrede
- Santa Maria Nuova-kirken
- Basilica of Sant'Ubaldo
- Museo Cante Gabrielli i Palazzo del Capitano del Popolo (som på et tidspunkt tilhørte slægten Gabrielli).